# Municipio de Crandon
El municipio de Crandon (en inglés: Crandon Township) es un municipio ubicado en el condado de Spink en el estado estadounidense de Dakota del Sur. En el año 2010 tenía una población de 73 habitantes y una densidad poblacional de 0,79 personas por km².

## Geografía
El municipio de Crandon se encuentra ubicado en las coordenadas 44°45′21″N 98°23′32″O / 44.75583, -98.39222. Según la Oficina del Censo de los Estados Unidos, el municipio tiene una superficie total de 92.76 km², de la cual 92,75 km² corresponden a tierra firme y (0,01 %) 0,01 km² es agua.

## Demografía
Según el censo de 2010, había 73 personas residiendo en el municipio de Crandon. La densidad de población era de 0,79 hab./km². De los 73 habitantes, el municipio de Crandon estaba compuesto por el 100 % blancos. Del total de la población el 0 % eran hispanos o latinos de cualquier raza.